# Бісбі (Аризона)
Бісбі (англ. Bisbee) — місто (англ. city) в США, в окрузі Кочіс штату Аризона. Населення — 4923 особи (2020).

## Географія
Бісбі розташоване за координатами 31°23′53″ пн. ш. 109°55′55″ зх. д. / 31.39806° пн. ш. 109.93194° зх. д. (31.398036, -109.931834). За даними Бюро перепису населення США в 2010 році місто мало площу 13,37 км², з яких 13,37 км² — суходіл та 0,00 км² — водойми.

### Клімат
| Клімат : Бісбі                           | Клімат : Бісбі | Клімат : Бісбі | Клімат : Бісбі | Клімат : Бісбі | Клімат : Бісбі | Клімат : Бісбі | Клімат : Бісбі | Клімат : Бісбі | Клімат : Бісбі | Клімат : Бісбі | Клімат : Бісбі | Клімат : Бісбі | Клімат : Бісбі |
| Показник                                 | Січ.           | Лют.           | Бер.           | Квіт.          | Трав.          | Черв.          | Лип.           | Серп.          | Вер.           | Жовт.          | Лист.          | Груд.          | Рік            |
| Абсолютний максимум, °C                  | 29,4           | 29,4           | 31,1           | 35,0           | 38,3           | 41,1           | 40,0           | 38,3           | 37,8           | 36,7           | 32,2           | 25,6           | 41,1           |
| Середній максимум, °C                    | 14,1           | 15,8           | 18,7           | 23,1           | 27,3           | 32,2           | 31,6           | 30,0           | 29,0           | 24,5           | 18,8           | 14,5           | 23,3           |
| Середній мінімум, °C                     | 1,3            | 2,3            | 4,6            | 7,9            | 11,8           | 16,8           | 17,9           | 16,9           | 15,1           | 10,1           | 4,9            | 1,9            | 9,3            |
| Абсолютний мінімум, °C                   | −14,4          | −11,7          | −6,1           | −2,8           | 0,0            | 3,3            | 11,7           | 8,3            | 5,0            | −2,2           | −8,9           | −10,6          | −14,4          |
| Днів з дощем                             | 4              | 4              | 4              | 2              | 1              | 3              | 13             | 13             | 6              | 4              | 3              | 4              | 61,0           |
| ---------------------------------------- | -------------- | -------------- | -------------- | -------------- | -------------- | -------------- | -------------- | -------------- | -------------- | -------------- | -------------- | -------------- | -------------- |
| Джерело: Western Regional Climate Center |                |                |                |                |                |                |                |                |                |                |                |                |                |

## Історія

Бісбі в 1916

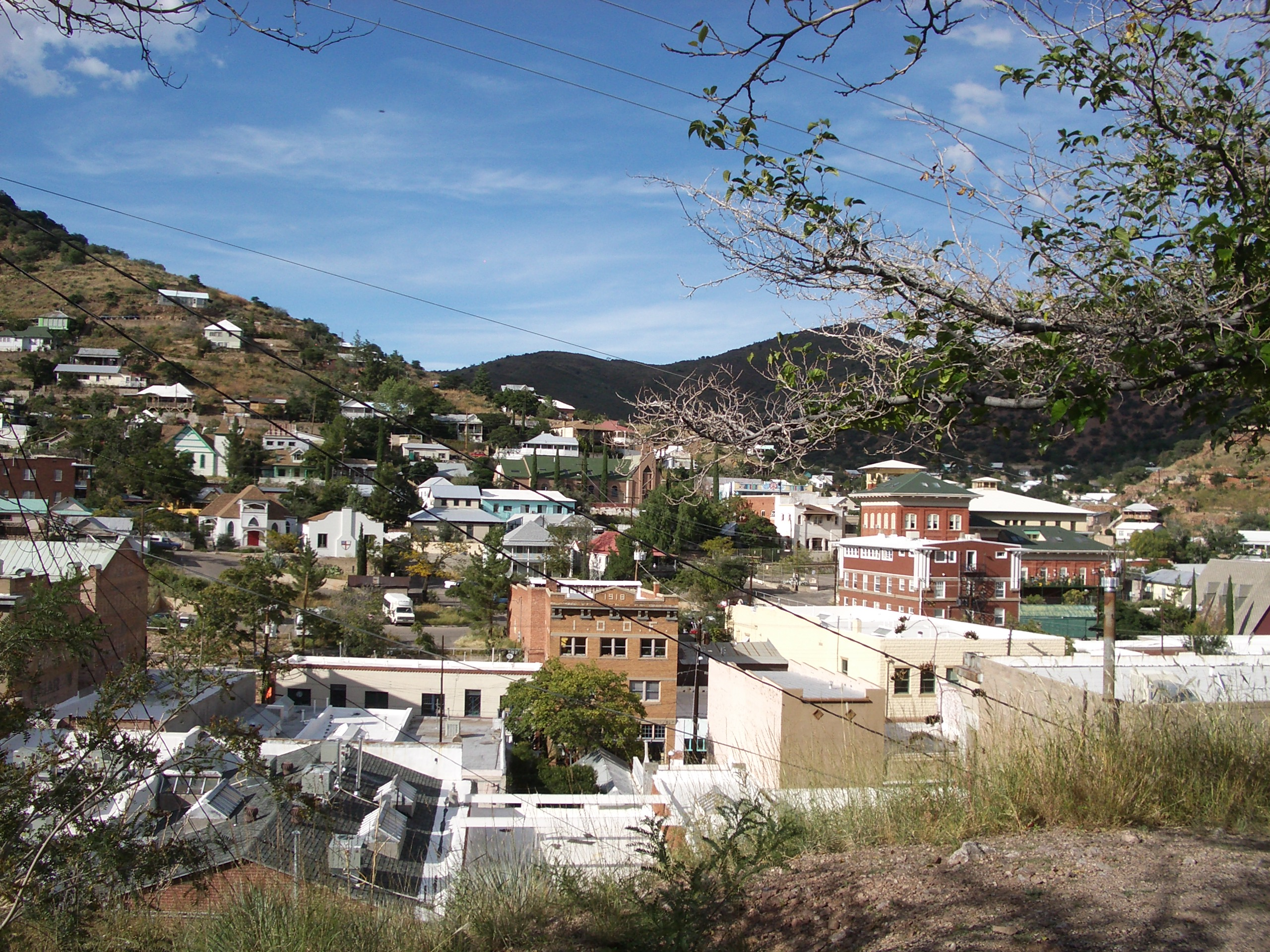
Бісбі в 2006

У 1877 році у гори Мьюл була відправлена розвідка шукати області для ренегатів апачів. Вона виявила в горах ознаки мінералізації, що вказували на наявність свинцю, міді і, можливо, срібла. Перший видобуток стався у тому місці, що пізніше стане містом Бісбі. Сюди почали прибувати старателі і спекулянти в надії розбагатіти. Через численні рудники Бісбі незабаром став відомий як «королева мідного табору».
Поселення продовжувало рости і процвітати. Зростання чисельності населення спричинило необхідність санітарії, чистої води, медичного обслуговування, будівельних норм і правил та протипожежного захисту. 9 січня 1902 був затверджений міський статут і місто Бісбі було зареєстроване. У 1910 році місто вважалося найбільшим на цій території, з більш ніж 25 000 мешканців. Центр округу Кочіс був переведений з Томбстона до Бісбі в 1929 році.
Протягом майже століття в околицях Бісбі було видобуто 8 млрд. фунтів міді, 102 млн. унцій срібла і 2,8 млн унцій золота разом з мільйонами фунтів цинку, свинцю і марганцю. До 1974 року запаси руди були вичерпані.
З відходом промислової бази ринок нерухомості в Бісбі обвалився, оскільки сотні будинків пішли на продаж. Наявність дешевої нерухомості привернула пенсіонерів, «хіппі» і в кінцевому підсумку нову групу спекулянтів. Ці нові мешканці придбаного майна повільно почали вносити свій внесок у реконструкцію міста.

## Демографія
Згідно з переписом 2010 року, у місті мешкало 5575 осіб у 2620 домогосподарствах у складі 1247 родин. Густота населення становила 417 осіб/км². Було 3284 помешкання (246/км²).
Расовий склад населення:
| - 84,2 % — білих - 1,5 % — корінних американців - 1,4 % — чорних або афроамериканців - 0,5 % — азіатів - 0,1 % — вихідців з тихоокеанських островів - 8,6 % — осіб інших рас |

До двох чи більше рас належало 3,7 %. Частка іспаномовних становила 36,2 % від усіх жителів.
За віковим діапазоном населення розподілялося таким чином: 17,4 % — особи молодші 18 років, 61,9 % — особи у віці 18—64 років, 20,7 % — особи у віці 65 років та старші. Медіана віку мешканця становила 48,8 року. На 100 осіб жіночої статі у місті припадало 98,7 чоловіків; на 100 жінок у віці від 18 років та старших — 95,8 чоловіків також старших 18 років.
Середній дохід на одне домашнє господарство становив 44 322 долари США (медіана — 31 010), а середній дохід на одну сім'ю — 54 739 доларів (медіана — 45 938). Медіана доходів становила 35 156 доларів для чоловіків та 32 723 долари для жінок. За межею бідності перебувало 29,1 % осіб, у тому числі 42,2 % дітей у віці до 18 років та 14,8 % осіб у віці 65 років та старших.
Цивільне працевлаштоване населення становило 2023 особи. Основні галузі зайнятості: освіта, охорона здоров'я та соціальна допомога — 27,1 %, мистецтво, розваги та відпочинок — 15,3 %, роздрібна торгівля — 14,0 %, публічна адміністрація — 13,5 %.

## Персоналії
- Ллойд Г'юз (1897-1958) — американський актор німого кіно.